# Cyerce edmundsi
Cyerce edmundsi is een slakkensoort uit de familie van de Hermaeidae. De wetenschappelijke naam van de soort is voor het eerst geldig gepubliceerd in 1977 door Thompson.